# BSC Old Boys Basel
Der BSC Old Boys (offiziell Basler Sportclub Old Boys), kurz OB, ist ein 1894 unter dem Namen F.C. Old Boys Basel gegründeter Schweizer Sportklub.
Seit Anfang des 20. Jahrhunderts nannte sich der Klub BSC Old Boys. Das BSC steht für Basler Sportclub. Neben Fussball hat der Verein auch eine erfolgreiche Leichtathletik-Sektion. Heimstadion der Old Boys ist das Stadion Schützenmatte in Basel.
1922 wurde eine Schwimmsektion gegründet, die sich später mit anderen Basler Vereinen zum Schwimmverein beider Basel zusammenschloss. Ab 1927 gehörte auch Tennis zum Angebot des Vereins. 1935 spaltete sich diese Sektion zum Tennis-Club Old Boys ab, dem heutigen Heimklub von Roger Federer.
Vier Jahre nach der Gründung wurde der Name der Old Boys von einem neu gegründeten Fussball-Club adaptiert und angepasst: Der BSC Young Boys ist jedoch heute weitaus bekannter und erfolgreicher als die Old Boys Basel.

## Geschichte und Name
1876 gründete der Turnlehrer der damaligen Realschule, Adolf Glaz, den Realschüler-Turnverein. 1893 machte er seine Schüler mit dem neuen Fussballspiel bekannt. Daraufhin trafen sich während des Sommers und in den Herbstferien 1893 regelmässig einige Mitglieder des Vereins auf dem Turnplatz beim Viadukt zum Fussballspiel. (Dieser Turnplatz lag etwa dort, wo sich heute der Zoo-Parkplatz befindet.) Am 10. Dezember 1893 fand dann auf dem Landhof der erste in Basel abgehaltene Fussballmatch zwischen dem Realschüler-Turnverein und dem frisch gegründeten FC Basel statt, den der FC Basel 2:0 gewann.
Als die Schüler die Schule beendet hatten, konnten sie nicht mehr Mitglied des Schülervereins sein. Deshalb gründeten sie 1894 einen eigenen Fussballverein. Da sie den Verein deshalb gründeten, weil sie zu alt für den Schülerverein geworden waren, nannten sie den neuen Verein die «Old Boys».

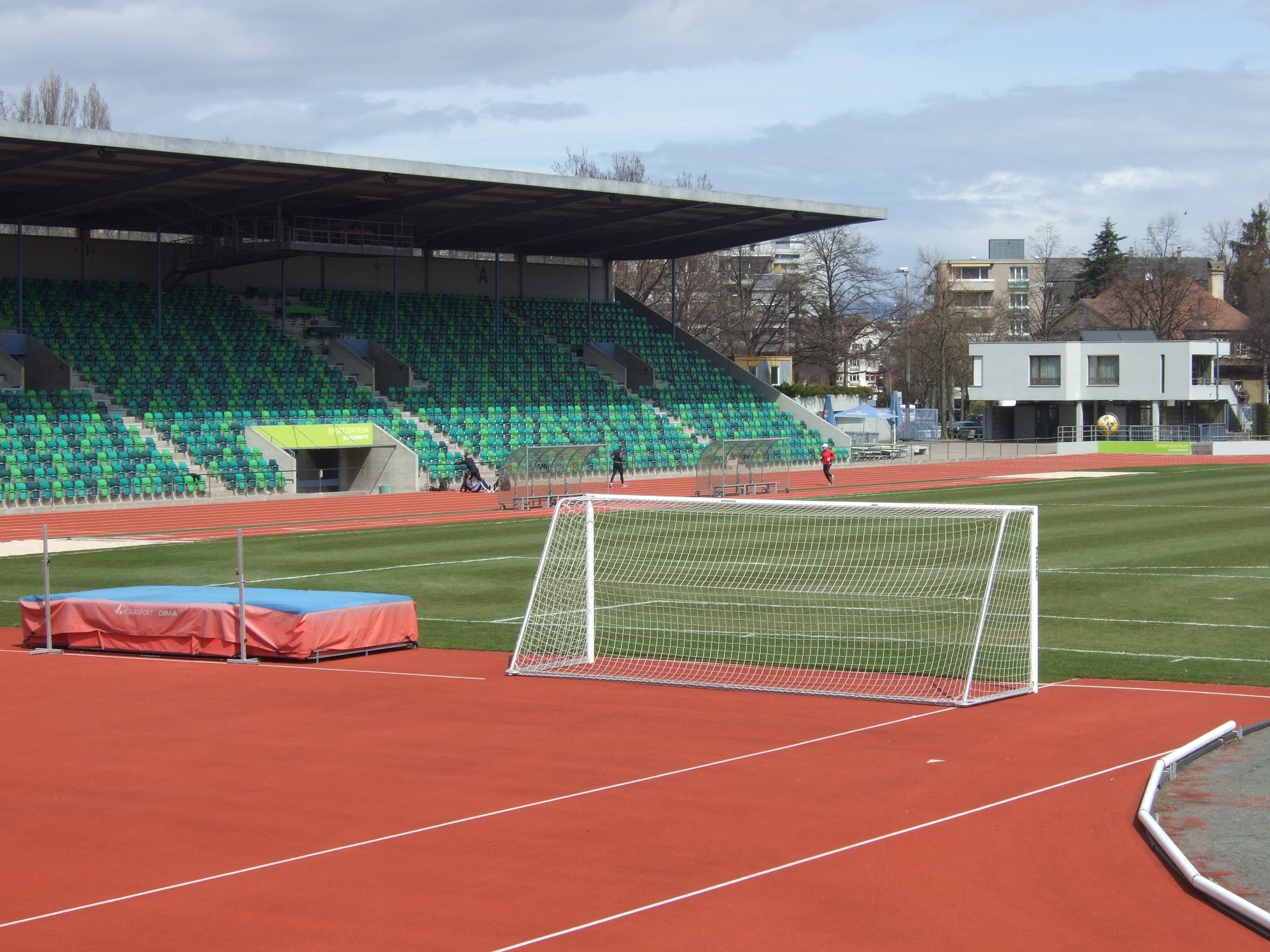
Stadion Schützenmatte

## Erfolge (Fussball)
Der Verein wurde 1899, 1904 und 1912 Schweizer Vizemeister. 1932 erfolgte der Abstieg aus der Nationalliga A. Nachdem er viele Jahre in den unteren Ligen verbracht hatte, schaffte er 1987 wieder den Aufstieg in die Nationalliga B. In der gleichen Liga spielte von 1988/89 bis 1993/94 auch der Lokalrivale FC Basel. Die Old Boys dagegen stiegen in der gleichen Saison wie beim Aufstieg des FC Basel in die 1. Liga ab. Seit 1995/96 spielt Old Boys in der 2. Liga. 2006/07 spielten die Old Boys wieder eine Liga höher in der 2. Liga interregional. Am vorletzten Spieltag sicherte sich die 1. Mannschaft den direkten Aufstieg und stieg damit zur Saison 2007/08 in die 1. Liga auf. In der Saison 2011/2012 wurde das Saisonziel, der Aufstieg in die neugegründete 1. Liga Promotion, deutlich erreicht.
Zum Verein gehören neben der 1. Liga-Promotions-Mannschaft Junioren-, Senioren- und Veteranen-Mannschaften. Die Nachwuchsmannschaft spielt aktuell in der 2. Liga. OB hat auch eine 4. Liga-Mannschaft.
Weiter bietet der Quartierverein auch einer Behindertenmannschaft (Dream Team) sportliche Heimat und Trainingsmöglichkeiten, die 2009 von der UEFA ausgezeichnet wurde.
Der BSC Old Boys engagiert sich in der Nachwuchsarbeit und aus ihr sind wiederholt hervorragende Spieler gekommen, so durchliefen die späteren Bundesligisten und Spieler der Schweizer Nationalmannschaft Eren Derdiyok und Timm Klose sämtliche Juniorenstufen bei Old Boys.

### Frauenteam
Das Frauenteam der Old Boys spielte zuletzt in der 1. Liga und war damit erfolgreicher als das Männerteam in der 2. Liga. Spielerinnen des Frauenteams sagten den Medien, dass das Frauenteam von der männlichen Führungsriege des Vereins dennoch systematisch benachteiligt worden sei, etwa in Bezug auf Trainingszeiten und Infrastruktur. 2021 zog der Verein das Frauenteam aus der 1. Liga zurück, weil es zu wenig Spielerinnen gebe. Die meisten Spielerinnen schlossen sich danach dem FC New Stars an, aus dem der Frauenfussballverein Basel entstand.

## Spieler
- Fidan Aliti
- Friedrich Bollinger
- Eren Derdiyok
- Breel Embolo
- Leopold Kielholz
- Mihael Kovačević
- Timm Klose
- Reiner Maurer
- Luc Nijholt
- Carmelo Rivolta
- Jeff Saibene
- Varol Tasar

## Trainer
- Hans Krostina (1989)